# 王雪農
王雪農（1869年—1915年9月26日），是臺灣日治時期的企業家，打狗人，後遷居臺南府城五條港北勢街（今臺南市中西區神農街），曾擔任臺南三郊組合長、臺南商工評議會會長、鹽水港製糖社長，祖籍福建泉州，祖先來臺後於打狗苓雅寮（今高雄市苓雅區）定居。

## 生平
王雪農年輕時（1883年）先是進入陳中和的和興公司擔任雇員，1885年，僅兩年時間，就被派往日本橫濱順和棧擔任記帳，1890年升任支配人（副總經理）。
1895年，乙未割臺，陳中和派王雪農回到臺灣，代他管理和興公司事務，並且幫日軍探報敵情，調度軍糧、薪炭。因而受重用成為買辦，日後移居臺南北勢街。1898年時王雪農離開和興公司自立資本額三萬元的「德昌號」，從事米糖買賣，獲利後再與陳中和合組同樣經營米糖買賣的南興公司。此外在1899年時府城三郊改組，王雪農曾協助過首任三郊組合長許藏春，之後成為第二任三郊組合長。在1890年代，王雪農已經以外來者成為臺南首富。
後來王雪農投入製糖業，投資三十萬元與臺北茶商郭春秧等人設立「鹽水港製糖株式會社」，於1903年12月時取得新式糖廠建造許可，隔年2月召開創立總會，會上王雪農被選為社長。而除了鹽水港製糖之外，王雪農還在1904年投資三十五萬元成立「臺南製糖株式會社」，均擔任社長職，後來於1910年與吳克明及田邊貞吉、松江春次、石川昌次、松方正熊等人合資設立「斗六製糖株式會社」。但因為1905年糖價大跌，於押匯方面損失三十萬元而被迫用所持有的製糖會社股份償債。鹽水港製糖在1907年1月進行所謂的擴資後，被安部幸兵衛等人於該年3月成立的新鹽水港製糖合併，而王雪農仍擔任取締役（董事）。至於王雪農旗下的其他製糖會社，其中臺南製糖於1909年被臺灣製糖合併，斗六製糖1914年被東洋製糖合併。後來王雪農又成立過「億源米糖株式會社」 （页面存档备份，存于）及「株式會社億源商行」，但這兩家會社後來仍為日資併購。王雪農之後於1915年9月26日因病在臺北醫院（今國立臺灣大學醫學院附設醫院）逝世。

## 家族
王雪農雖有妻妾四人卻無出，收養兩個螟蛉子王國賓、王國相。